# فرانسوا لوكوانتر
فرانسوا لوكوانتر (بالفرنسية: François Lecointre)‏ هو جنرال فرنسي بارز شغل منصب رئيس أركان الجيش الفرنسي في الفترة بين (20 يوليو 2017 - 22 يوليو 2021). يُعتبر واحدًا من أبرز القادة العسكريين في فرنسا، وله تاريخ طويل في الخدمة العسكرية.

## السيرة الذاتية والعسكرية
ولد لوكوانتر في 6 فبراير 1962 في مدينة شيربورغ الفرنسية. وقد نشأ في أسرة عسكرية، حيثُ كان والده أوربان ضابط في البحرية الفرنسية وخدم في إحدى الغواصات، كما كان عمه ضابط في سلاح الفرسان وقتل في الجزائر وعمره 23 عامًا.
تخرج لوكوانتر من مدرسة سان سير العسكرية بالفترة بين (1984-1987)، وهي من أرقى المدارس العسكرية في فرنسا. ثم انضم لوكوانتر إلى فوج المشاة البحري الثالث بالفترة بين (1988-1991). وقد شارك في العديد من العمليات العسكرية الدولية، بما في ذلك عمليات حفظ السلام تحت مظلة الأمم المتحدة. خدم في مناطق مثل البلقان وأفريقيا، حيث اكتسب سمعة عالية بفضل شجاعته واحترافيته. قاد وحدات مختلفة في الجيش الفرنسي. وقد تولى قيادة وحدات قتالية خلال النزاعات في البوسنة ورواندا. وعُيّن رئيسًا لأركان الجيش الفرنسي في 2017 خلفًا للجنرال بيير دي فيليرز، الذي استقال بعد خلاف مع الرئيس إيمانويل ماكرون حول ميزانية الدفاع.

### أبرز الإنجازات كرئيس للأركان
1. إعادة تنظيم الجيش الفرنسي: عمل على تحسين جاهزية القوات المسلحة الفرنسية وتعزيز إمكانياتها.
2. عمليات مكافحة الإرهاب: أشرف على عمليات عسكرية كبيرة، مثل عملية برخان في منطقة الساحل الإفريقي لمكافحة الجماعات المسلحة.
3. التعاون الدولي: عزز العلاقات العسكرية بين فرنسا وحلفائها في أوروبا وحلف شمال الأطلسي (الناتو).
4. إدارة الأزمات: لعب دورًا رئيسيًا في تعزيز الاستجابة العسكرية للأزمات العالمية والتحديات الأمنية الحديثة.

### التقاعد
تقاعد فرانسوا لوكوانتر من منصب رئيس الأركان في يوليو 2021، ليخلفه الجنرال تييري بوركار.